# Spinipterus
Spinipterus — південноамериканський рід прісноводних риб з родини Auchenipteridae ряду сомоподібні.
Включає такі види:
- Spinipterus acsi  Akama & Ferraris, 2011
- Spinipterus moijiri  Rocha, Rossoni, Akama & Zuanon, 2019